# Nit dels vidres trencats
La Nit dels Vidres Trencats (Reichskristallnacht en alemany, literalment Nit de Cristall del Reich, també conegut com a Reichspogromnacht o Novemberpogrome, Pogrom de Novembre) va ser un pogrom organitzat per les SS a l'Alemanya nazi contra la població jueva, a la qual consideraven causant de tots els problemes dels alemanys. En la nit del 9 al 10 de novembre de 1938, es van incendiar i destruir unes 1.574 sinagogues, es van profanar cementiris, es van destruir més de 7.000 botigues i 29 magatzems jueus, es van detenir més de trenta mil persones i se'n van assassinar més de 90.

## Els esdeveniments

### Successos previs
Als anys 30, molts jueus d'origen polonès vivien a Alemanya. El divendres 28 d'octubre de 1938, 20.000 d'ells van ser segrestats enmig de la nit i brutalment deportats en massa de l'Alemanya Nazi a Polònia. El govern polonès va rebutjar admetre'ls, causant un dur anar i venir entre les fronteres alemanya i polonesa durant dies. Aquesta negativa de deixar ingressar els seus propis ciutadans, va convertir el campament d'expulsats jueus en terra de ningú en la frontera entre ambdues nacions, en condicions inhumanes impossibles d'imaginar. Finalment les autoritats alemanyes van convèncer el govern polonès que els deixés entrar.
Molts dels expulsats jueus havien residit a Alemanya la major part de les seves vides; fins i tot alguns havien estat condecorats com veterans de la Primera Guerra Mundial. Herschel Grynszpan, un alemany jueu que havia escapat a França, havia rebut una carta de la seva família que descrivia les condicions horribles que van experimentar durant aquesta deportació. Intentant millorar la seva situació, va apel·lar repetidament durant els dies següents a Ernst von Rath, secretari de l'Ambaixada alemanya a París, qui pel que sembla no tenia cap intenció d'ajudar. El dilluns, 7 de novembre, Grynszpan va disparar von Rath. Aquest va morir en la tarda del 9 de novembre, a conseqüències de les ferides rebudes.

### Nit dels vidres trencats
L'assassinat d'Ernst von Rath va servir com a excusa per a llançar una revolta contra ciutadans jueus arreu del país. L'atac va ser pensat perquè semblés un acte espontani, però de fet va ser orquestrat pel govern alemany. Això significava que el comandament del NSDAP (Partit Nacional Socialista) hi estava d'acord i, com feia sovint, el govern va utilitzar l'organització del partit a part de l'autoritat del govern. Aquests aldarulls van danyar, i en molts casos van destruir, aproximadament 1.574 sinagogues (pràcticament totes les que hi havia a Alemanya), molts cementiris jueus, més de 7.000 botigues i 29 magatzems jueus. Més de 30.000 jueus van ser detinguts i internats en camps de concentració; uns quants fins i tot van ser colpejats fins a la mort. El nombre de jueus alemanys assassinats és incert, amb estimacions d'entre 36 a 200 aproximadament durant més de dos dies d'aixecaments. El nombre de morts més probable és de 91. Aquesta violència indiscriminada explica que alguns alemanys que no eren jueus fossin assassinats simplement perquè algú va pensar que «semblaven jueus».
Els esdeveniments a Àustria no eren menys terribles, i la major part de les 94 sinagogues de Viena i les cases d'oració van ser danyades parcialment o totalment. La gent va ser sotmesa a tota classe d'humiliacions, incloent fregar els paviments mentre eren turmentats pels seus compatriotes austríacs, alguns dels quals havien estat els seus amics i veïns.

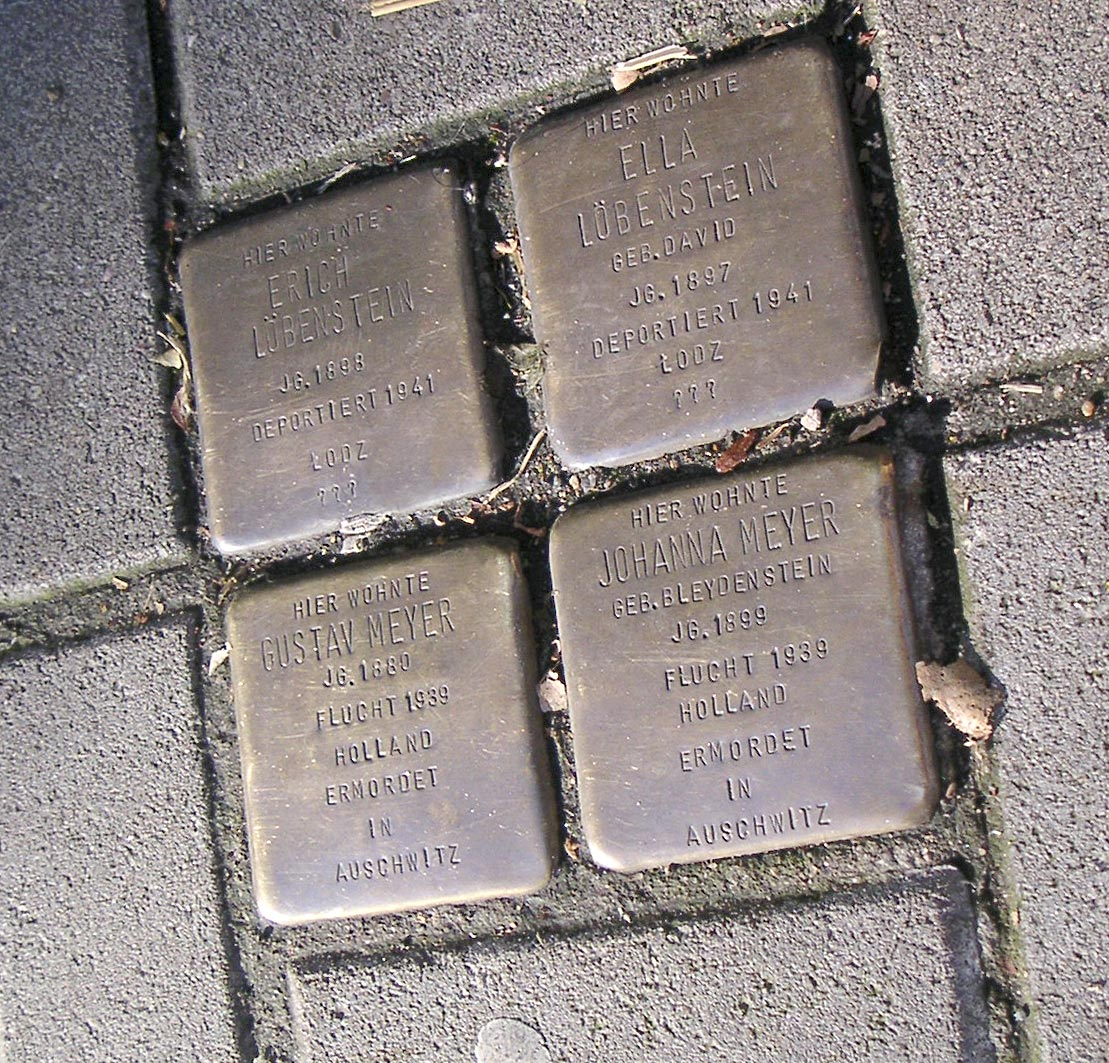
Llosetes en memòria de les víctimes del veïnat en Colònia.

### Resposta des de l'exterior
El terrible esdeveniment es va difondre arreu del món. Això va desacreditar els moviments nazis a Europa i Amèrica del Nord, provocant un declivi. Molts diaris van condemnar el succés, comparant-lo amb les salvatges revoltes provocades per la Rússia Imperial en la dècada de 1880. Estats Units va retirar el seu ambaixador (però no va trencar les seves relacions diplomàtiques), mentre que altres governs van tallar directament les seves relacions diplomàtiques amb Alemanya a manera de protesta.

### Conclusió

Segell commemoratiu de la República Democràtica Alemanya on diu Nit dels vidres trencats, mai més

La persecució i els danys econòmics provocats a jueus alemanys no van cessar amb l'aldarull, encara que els seus negocis haguessin estat ja saquejats. També els van forçar a pagar una multa col·lectiva de mil milions de marcs al govern nazi. Això era una hipocresia. El diari The New York Times tenia proves fotogràfiques que provaven que els nazis n'eren com a mínim parcialment responsables, encara que ara se sap que va ser aprovat personalment per Adolf Hitler, i que fins i tot el mateix Führer va estar implicat en la planificació. Era una forma de càstig col·lectiu, més tard denunciat davant la Convenció de Ginebra.
Durant l'anunci de la sanció, el dirigent nazi Hermann Göring, que havia insistit molt abans a prendre mesures contra els jueus, havia descrit sense voler la realitat d'aquell succés: 
| «                | La ciutadania jueva d'Alemanya, com a càstig pels seus crims abominables, ha d'afrontar una multa de mil milions de marcs. A propòsit, he de reconèixer que no m'agradaria ser jueu a Alemanya. | » |
| — Hermann Göring | |   |

Aquella nit començava una nova fase de les activitats antisemites del NSDAP i els aparells estatals, conduint a la deportació i, finalment, l'extermini de la major part dels jueus que vivien a Alemanya. Encara que poques persones ho sabessin llavors, la nit dels vidres trencats era el primer pas en la persecució sistemàtica i l'assassinat massiu de jueus a tot arreu d'Europa en el que va ser conegut posteriorment com l'Holocaust.